# Ustawa o ochronie roślin uprawnych
Ustawa o ochronie roślin uprawnych – polska regulacja prawna z 1956 r. mającą na celu ochronę roślin uprawnych przed szkodliwym działaniem chorób, szkodników i chwastów.
Ochrona roślin oznaczała kompleksowe działanie badawcze, organizacyjne i praktyczne, mające na celu ograniczenie lub niedopuszczenie do ilościowych i jakościowych strat powodowanych przez patogeny, szkodniki i chwasty na roślinach uprawnych.

## Stosowane środki w ochronie roślin
W celu ochrony roślin przed chorobami, szkodnikami i chwastami zobowiązano organa państwowe do stosowane następujących środków:
- wprowadzenie obowiązku niszczenia na określonym obszarze roślin zarażonych i podejrzanych o zarażenie chorobą bądź opanowanych przez szkodniki i chwasty lub o to podejrzanych (rośliny zarażone i podejrzane), przetworów porażonych lub podejrzanych o porażenie przez szkodliwe dla roślin grzyby, bakterie, szkodniki i wirusy (przetwory zarażone i podejrzane),
- wprowadzenie obowiązku niszczenia szkodników i chwastów oraz wszelkich przedmiotów, które mogą być rozsadnikami chorób, szkodników i chwastów;
- wprowadzenie obowiązku wykonywania w określonym terminie czynności zapobiegających pojawieniu się i szerzeniu chorób, szkodników i chwastów, a w szczególności oczyszczania i odkażania gruntów na określonych obszarach;
- wprowadzenie obowiązku oczyszczania i odkażania roślin i przetworów zarażonych i podejrzanych, wszelkich pomieszczeń, w których znajdowały się rośliny i przetwory zarażone lub podejrzane, oraz wszelkich przedmiotów, które mogą być rozsadnikami chorób, szkodników i chwastów;
- ograniczenie sposobów użytkowania roślin i przetworów zarażonych i podejrzanych;
- wprowadzenie zakazu lub nakazu stosowania niektórych sposobów oczyszczania i przerobu roślin zarażonych i podejrzanych oraz oczyszczania przetworów zarażonych;
- wprowadzenie na określonym obszarze zakazu przewożenia i przenoszenia roślin i przetworów, szkodników i chwastów oraz wszelkich przedmiotów, które mogą być rozsadnikami chorób, szkodników i chwastów, bądź uzależnienie możności tego przewożenia i przenoszenia od dopełnienia określonych warunków;
- wprowadzenie obowiązku zaopatrywania przewożonych i przenoszonych roślin i przetworów, znajdujących się w obrocie, w świadectwa zdrowia i pochodzenia;
- wprowadzenie na obszarze całego Państwa lub w pewnych rejonach zakazu uprawiania roślin, które podlegają chorobom i opanowaniu przez szkodniki lub mogą być rozsadnikami chorób, szkodników i chwastów, bądź uzależnienie możności uprawiania tych roślin od dopełnienia określonych warunków;
- wprowadzenie na obszarze całego Państwa lub w pewnych rejonach obowiązku uprawy niektórych roślin w związku z potrzebami ochrony roślin i obowiązku stosowania odrębnych terminów siewu, sprzętu, specjalnych stanowisk w płodozmianie lub innych środków agrotechnicznych;
- wprowadzenie obowiązku zawiadamiania organów administracji państwowej w określonym terminie o każdym przypadku pojawienia się chorób, szkodników i chwastów;
- wprowadzenie obowiązku bezpłatnego, indywidualnego lub zespołowego poszukiwania przez użytkowników gruntów roślin zarażonych chorobami, szkodników i chwastów;
- nałożenie na użytkowników gruntów obowiązku indywidualnego lub zespołowego brania udziału w zabiegach podejmowanych przez organy administracji państwowej w celu ochrony roślin; wykonanie tego obowiązku jest nieodpłatne, w szczególnych jednak przypadkach może być zarządzona odpłatność;
- wprowadzenie obowiązku odpłatnego użyczania aparatów i narzędzi pomocniczych, potrzebnych dla ochrony roślin;
- wprowadzenie obowiązku odpowiedniego oznaczania lub ogradzania miejsc, na których wystąpiły choroby, szkodniki lub chwasty.

## Środki ochrony roślin w obrocie z zagranicą
W obrocie z zagranicą stosowane były następujące środki ochrony roślin:
- wprowadzenie zakazu przywożenia (przynoszenia) z zagranicy, wywożenia (wynoszenia) za granicę oraz przewożenia przez obszar Państwa (tranzyt) roślin i przetworów zarażonych lub podejrzanych, żywych szkodników oraz nasion chwastów, a także wszelkich przedmiotów, które mogą być rozsadnikami chorób, szkodników i chwastów;
- ustalenie warunków, jakim powinny odpowiadać zarówno rośliny i przetwory przywożone z zagranicy, wywożone za granicę i przewożone przez obszar Państwa (tranzyt), jak i ich opakowanie i sposób transportu;
- ustalenie warunków postępowania z roślinami i przetworami zarażonymi bądź podejrzanymi, dopuszczonymi w specjalnych przypadkach do wwozu, w szczególności uzależnienie dopuszczenia do wwozu od przeprowadzenia oczyszczenia, odkażenia lub przerobu;
- wprowadzenie obowiązku niszczenia roślin, przetworów i przedmiotów, które mogą być rozsadnikami chorób, szkodników i chwastów;
- ustalenie w razie potrzeby granicznych punktów celnych, przez które wyłącznie może odbywać się przewóz (przenoszenie) roślin, przetworów oraz przedmiotów mogących być rozsadnikami chorób, szkodników i chwastów oraz innych punktów celnych, w których będą przeprowadzane odprawy celne.

## Cele ochrony roślin w obrocie z zagranicą
Środki ochrony roślin miały na celu:
- niedopuszczenie do przenikania do kraju z zagranicy lub z kraju za granicę chorób, szkodników i chwastów,
- lokalizację i likwidację chorób, szkodników i chwastów w razie przywleczenia ich z zagranicy lub występowania w poszczególnych rejonach kraju stanowią kwarantannę roślin.

## Uprawnienia organów administracji państwowej
Minister Rolnictwa określał w drodze rozporządzenia uprawnienia państwowych organów służby kwarantanny i ochrony roślin w zakresie kontroli nad przestrzeganiem przepisów o ochronie roślin, zasady tej kontroli oraz tryb postępowania tych organów.